# Nicefor Diogenes
Nicefor Diogenes (gr. Νικηφόρος Διογένης, ur. 1070) – bizantyński współcesarz (1070-1071) za panowania swojego ojca Romana Diogenesa.

## Życiorys
Był synem Romana Diogenesa i Eudoksja Makrembolitissy. Jako dziecko koronowany na cesarza. Po upadku ojca został zesłany do klasztoru. Powrócił z wygnania podczas rządów Aleksego I Komnena w 1081 roku. Był uczestnikiem kampanii Przeciwko Normanom i Pieczyngom. Był też gubernatorem Krety. Okarżony o spisek przeciw cesarzowi został oślepiony. 